# Święte Przymierze
      Cesarstwo Austrii
      Królestwo Prus
      Imperium Rosyjskie

Kraje założycielskie Świętego Przymierza i granice pozostałych krajów w 1840 r.
----
Cesarstwo Austrii
Królestwo Prus
Imperium Rosyjskie

Święte Przymierze (niem. Heilige Allianz, ros. Священный союз, fr. La Sainte-Alliance) – sojusz zawarty przez Austrię, Prusy i Rosję 26 września 1815 w Paryżu, po zakończeniu wojen napoleońskich.

## Historia
Przymierze zostało zawarte z inicjatywy cara Rosji Aleksandra I, przez: Imperium Rosyjskie, Cesarstwo Austriackie (w osobie cesarza Franciszka I) i przez Królestwo Prus (w osobie króla Fryderyka Wilhelma III).
W latach 1816–1817 do Świętego Przymierza zaproszono wszystkie kraje europejskie z wyjątkiem Turcji, jako kraju niechrześcijańskiego. W 1818 do Świętego Przymierza przystąpiło Królestwo Francji.
Deklarowanym celem Świętego Przymierza była promocja zasad chrześcijańskich w polityce zagranicznej i wewnętrznej państw. W praktyce cel ten przekładał się na obronę legitymizmu i dążenie do równowagi sił pomiędzy mocarstwami.
Podpisania aktu Świętego Przymierza odmówili: papież Pius VII i regent Wielkiej Brytanii – książę Jerzy, aprobując jednak zawarte w nim zasady. Zasad Świętego Przymierza nie zaakceptowało też Imperium osmańskie. Sygnatariusze zobowiązali się do kierowania się w polityce zagranicznej i wewnętrznej zasadami religii chrześcijańskiej i sprawiedliwości, a także do wspólnej walki z liberalizmem i ruchami rewolucyjnymi oraz w obronie porządku politycznego ustalonego na kongresie wiedeńskim (1815).
Potocznie nazwą Święte Przymierze określano państwa założycielskie, których porozumienie wzmocniła obawa przed polskim ruchem niepodległościowym. W 1820, obradujący w Opawie, II kongres Świętego Przymierza zobowiązał uczestników do zwalczania dążenia do reform konstytucyjnych w swych krajach. W 1821 kongres w Lublanie upoważnił Austrię do obalenia rządu liberalnego w Neapolu. Zapadłe w 1815 postanowienia satysfakcjonowały koronowane głowy, arystokrację, elitę burżuazji. Budziły równocześnie wrogość społeczeństw, lekceważyły bowiem polityczne i narodowe dążenia rozbudzone w epoce rewolucji i Napoleona. Stąd też większa część XIX wieku upłynęła Europejczykom pod znakiem walki z duchem kongresu wiedeńskiego.
Kres Świętemu Przymierzu położyła rywalizacja Austrii i Rosji na Bałkanach (1822-1830), przede wszystkim zaś neutralność Austrii wobec działań wojennych pomiędzy Rosją a Anglią i Francją podczas wojny krymskiej w 1854. Do ostatniej współpracy zbrojnej państw Świętego Przymierza doszło w maju 1849, kiedy to Rosja (w osobie Iwana Paskiewicza) pomogła stłumić powstanie węgierskie. Próby wskrzeszenia Świętego Przymierza, podejmowane przez Ottona von Bismarcka w latach 1872–1884 (Sojusz Trzech Cesarzy), nie powiodły się.

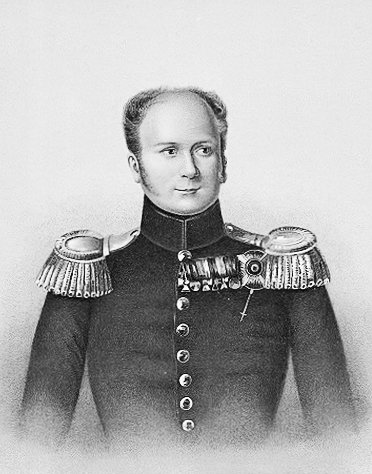
Aleksander I Romanow – car rosyjski
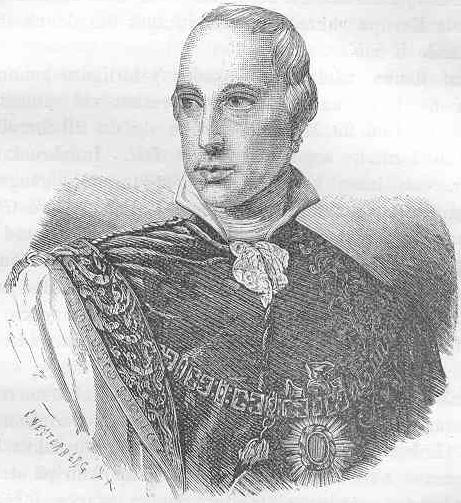
Franciszek I Habsburg – cesarz austriacki
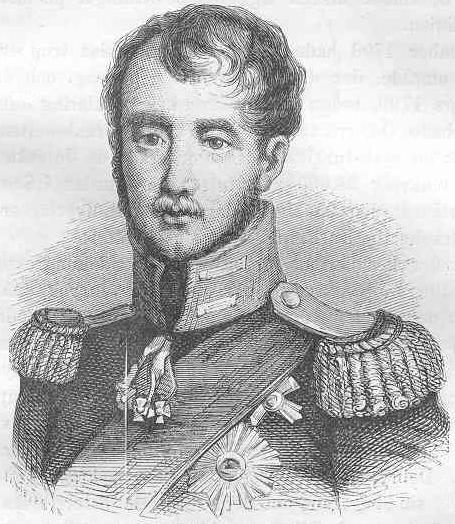
Fryderyk Wilhelm III Pruski – król Prus